# Hoheweg

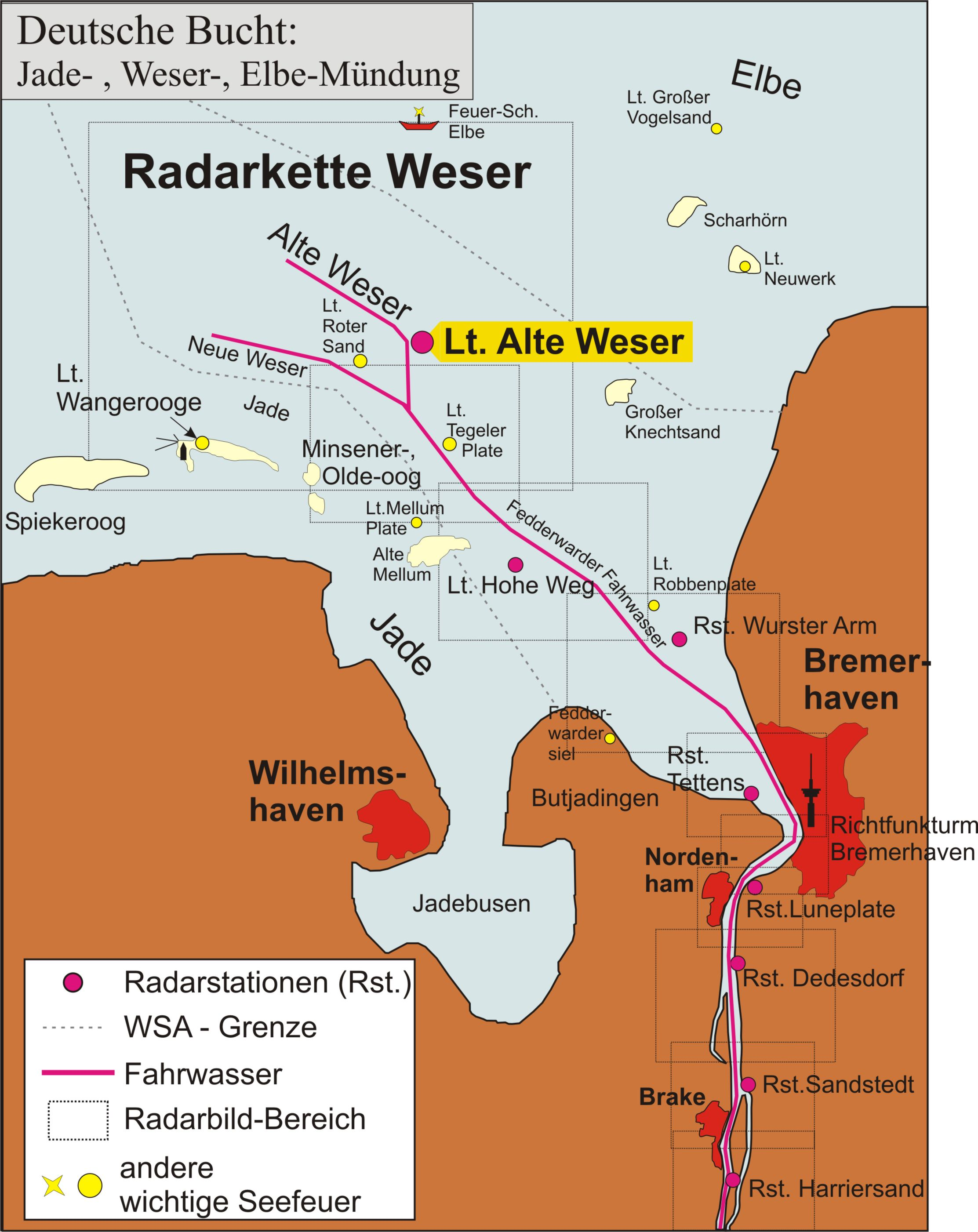
Het gebied van de Hoheweg

De Hoheweg of Hohe Weg is een vuurtoren die in het zuidoostelijke deel van de Noordzee (Duitse Bocht) staat, in het estuarium van de Wezer.
Met de opkomst van de stoomscheepvaart op de Wezer in 1840 werd het noodzakelijk om de vaarwateraanduiding naar de nieuw gevormde havenstad Bremerhaven fundamenteel te veranderen. De "Bremer Bakens" op het wad van Hoheweg en de gelegen lichtschepen waren niet meer geschikt voor de veiligheidseisen van de toen opkomende scheepvaart. Om de situatie te verbeteren was Bremen bereid om de bakens voor de scheepvaart door een vaste vuurtoren te vervangen, omdat dat minder operationele kosten met zich mee zou brengen dan het onderhouden van de lichtschepen. Jacobus van Ronzelen was de eerste bouwmeester van Bremerhaven en nam de opdracht aan om deze toren te bouwen. In juni 1855 werd begonnen met de werkzaamheden en reeds in december 1856 kon het lichtbaken in gebruik worden genomen.
Om de radarketen Außenweser verder te ontwikkelen voor de veiligheid van de scheepvaart, werd de toren in 1962 uitgerust met een radarinstallatie. Bij de benodigde ombouwwerkzaamheden werd de oude gordeloptiek van 2,4 meter hoog vervangen door een kleinere. De oude lamp werd tot 1941 met petroleum gevoed en is vandaag de dag nog samen met andere onderdelen van de toren te zien in het scheepvaartmuseum in Bremerhaven.
In 1973 werd de vuurtoren Hoheweg als laatste van de actieve vuurtorens geautomatiseerd en werd de bemanning teruggehaald naar de wal.

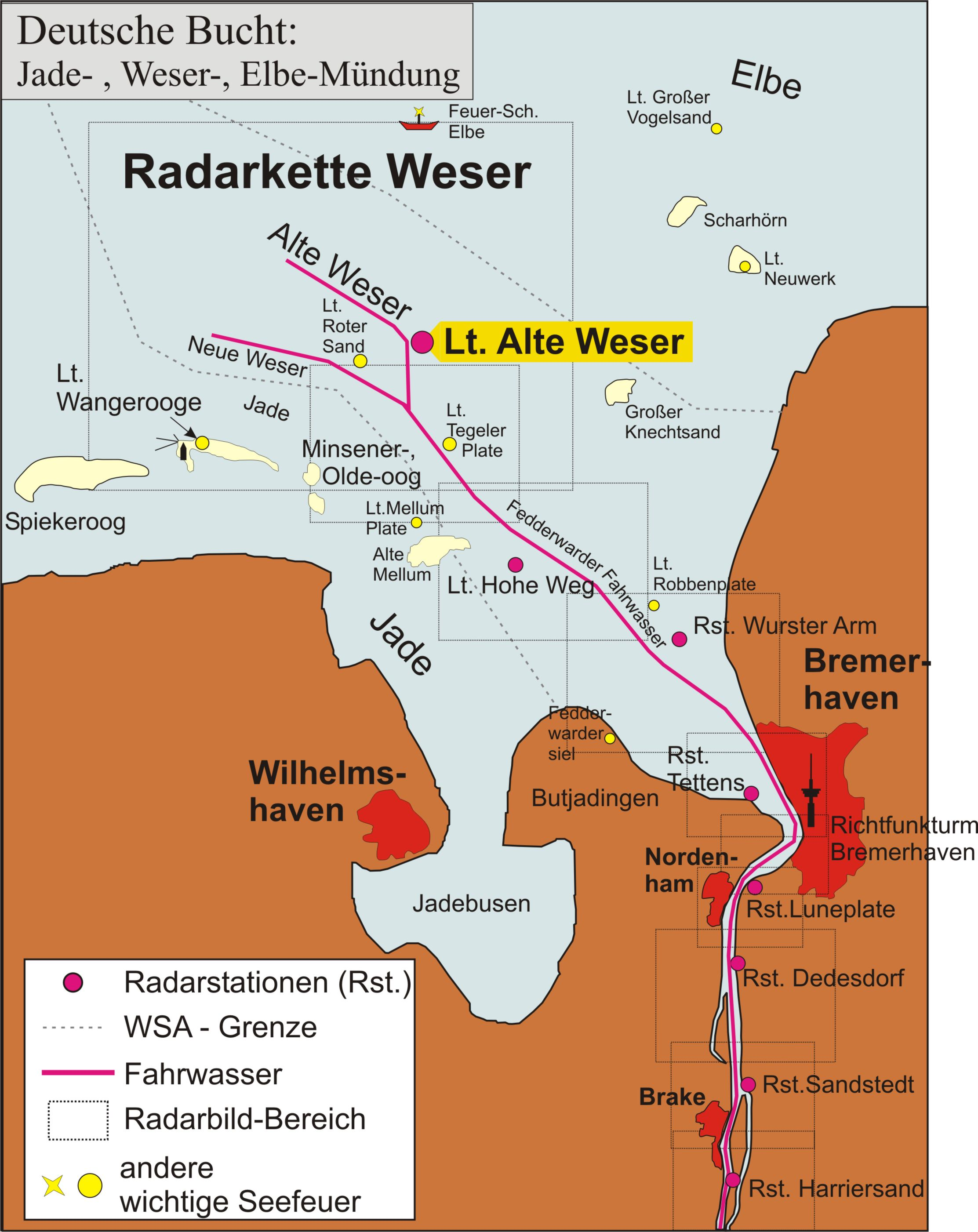
Het gebied van de Hoheweg
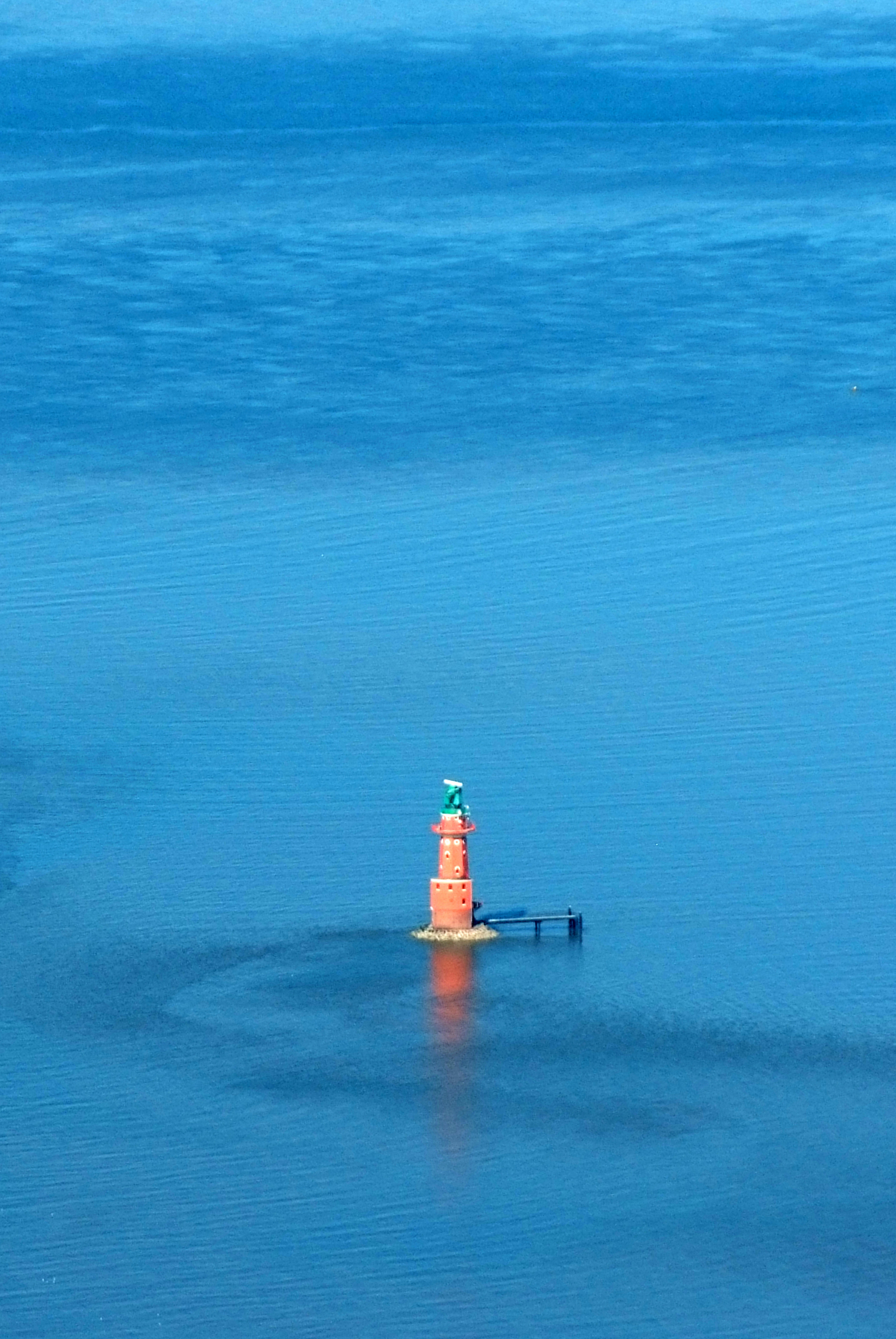
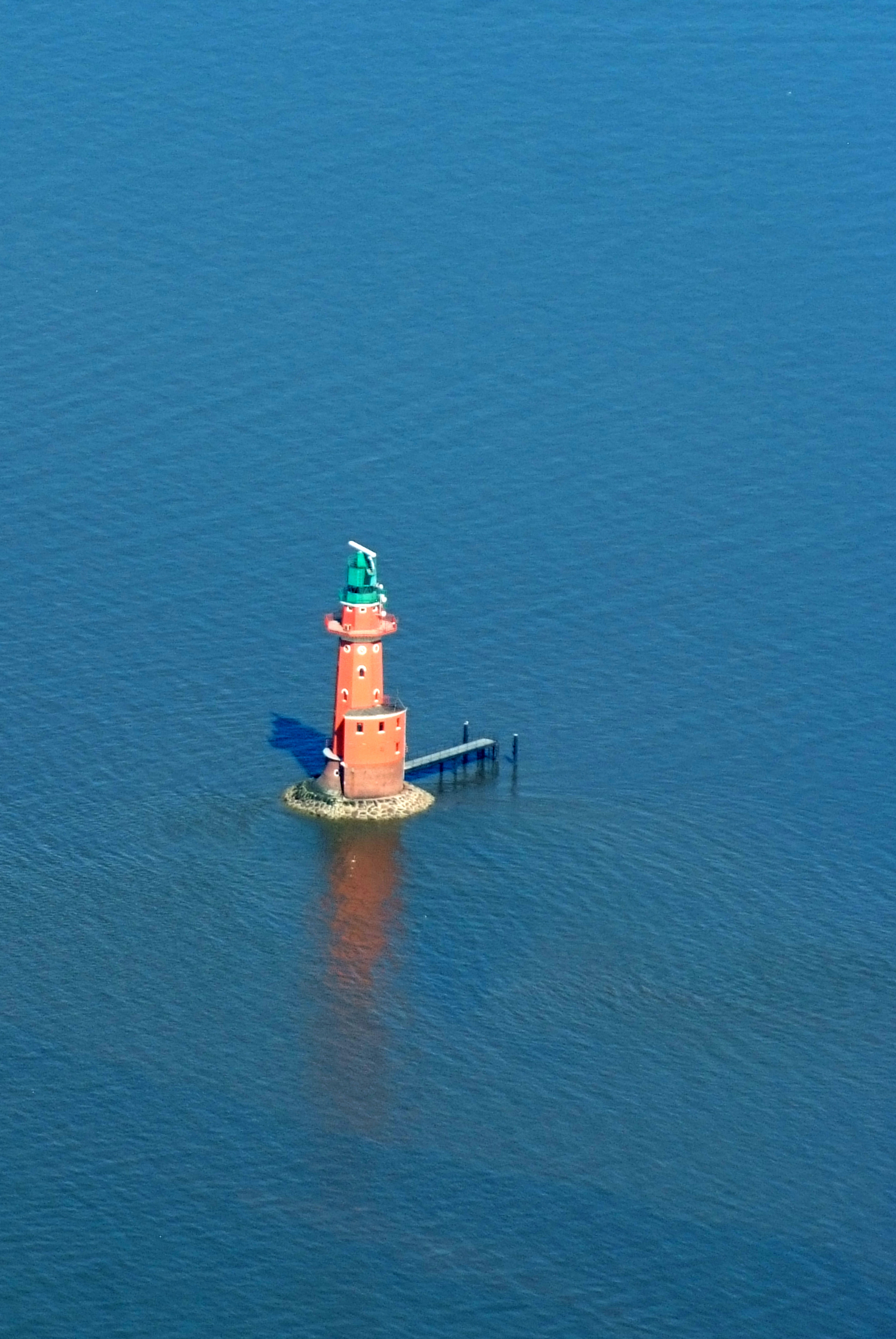
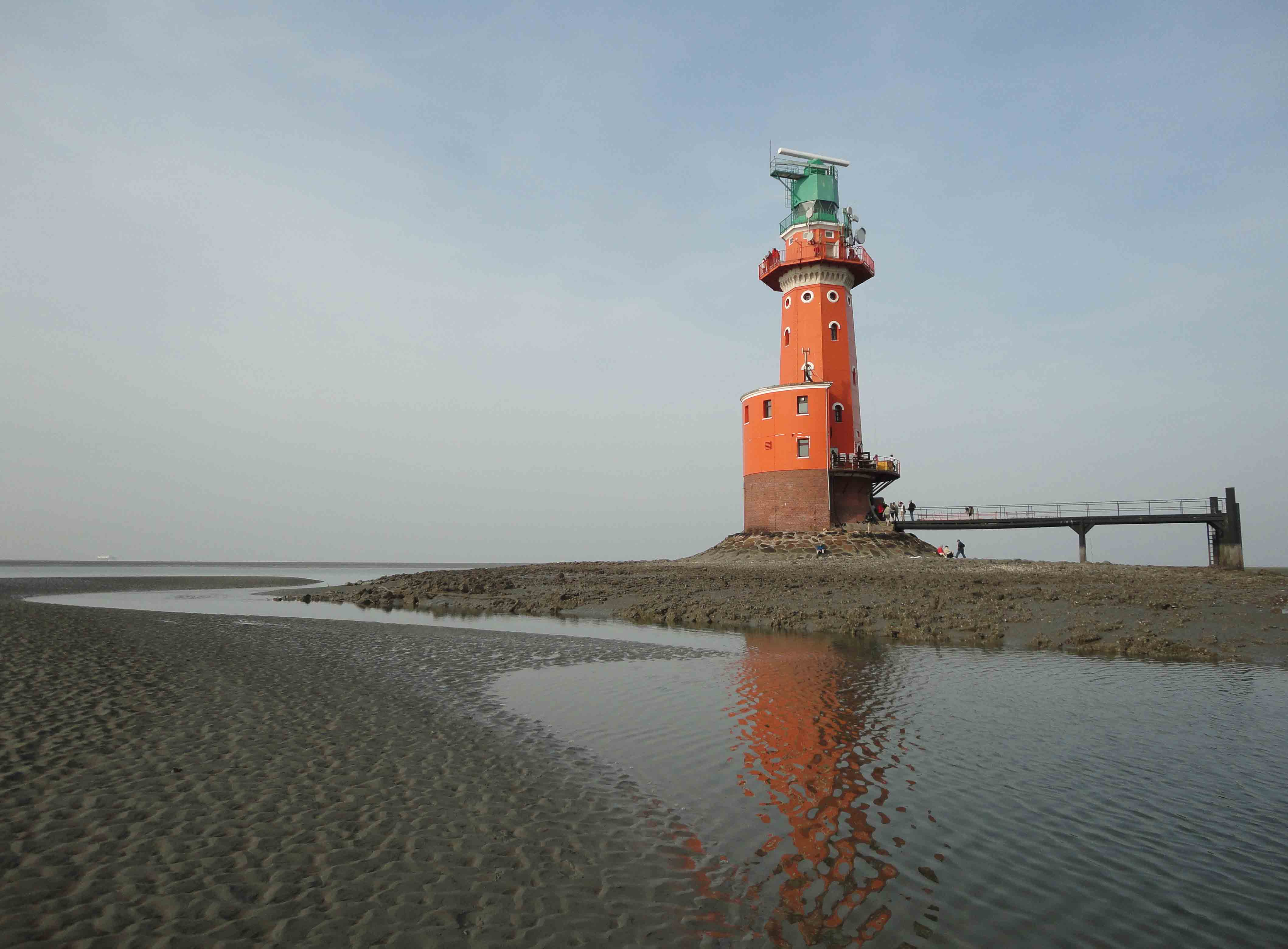
De vuurtoren bij eb